# المحكمة (فلم هندي)
المحكمة هو فيلم أكشن إثارة هندي باللغة التاميلية من إخراج إيه. آر. موروغادوس وبطولة راجنيكانث،نايانتارا،نيفيثا توماس وسونيل شيتي.تم عرض الفيلم في 9 يناير 2020.

## روابط خارجية
- مقالات تستعمل روابط فنية بلا صلة مع ويكي بيانات